# Ulomorpha quinquecellula
Ulomorpha quinquecellula är en tvåvingeart som beskrevs av Alexander 1920. Ulomorpha quinquecellula ingår i släktet Ulomorpha och familjen småharkrankar. Inga underarter finns listade i Catalogue of Life.